# Zvartnoc
Zvartnoc (armensko Զվարթնոց, latinizirano: J̌vart’noc’) je kraj v armenski provinci Armavir, okoli 10 km zahodno od Erevana, približno na polovici poti do Ečmiadzina. Ime kraja pomeni 'nebeški angeli'. 
Zvartnoc je bil leta 2000 skupaj s cerkvami v Ečmiadzinu vpisan na UNESCO seznam svetovne dediščine.
V bližini Zvartnoca je tudi erevansko mednarodno letališče.

## Stolnica
Katolikos Narzes III. (z vzdevkom Graditelj) je med letoma 643 in 652 dal na kraju, kjer naj bi se srečala kralj Tiridat III. in sveti Gregor Razsvetitelj (najbolj zaslužen za pokristjanjenje Armenije), zgraditi stolnico. Trinadstropna s freskami poslikana cerkev je bila od daleč videti okrogla, v resnici je bila 32-kotne oblike. Notranjost je imela, kot je bilo za cerkve običajno, obliko grškega križa. Porušil jo je potres in ostanki so bili skriti v zemlji vse do njihovega odkritja v začetku 20. stoletja. Hkrati so odkrili še ostanke katolikosove palače in vinske kleti. 
Skica stolnice je bila upodobljena na prvi izdaji bankovcev za 100 dramov, maketo pa si je mogoče ogledati tudi v Erevanskem zgodovinskem muzeju.
Po nekaterih domnevah naj bi bila zvartnoška stolnica naslikana nad Araratom na eni od fresk v pariški cerkvi Sainte Chapelle. Teorija ni verjetna, kajti omenjena freska je bila naslikana več kot 300 let po uničenju katedrale.